# Arkie und die Stadt des Lichts
Arkie und die Stadt des Lichts (Originaltitel Scarygirl) ist ein australischer Animationsfilm aus dem Jahr 2023. Regie führten Ricard Cussó und Tania Vincent, das Drehbuch stammt von Craig Behenna, Matt Everitt und Nathan Jurevicius.

## Handlung
Die zwölfjährige Arkie, halb Mensch, halb Krake, wurde einst vom Riesenkraken Blister adoptiert. Sie arbeitet gerne an Maschinen, um ihre Heimat, eine einsame Halbinsel, zu unterstützen, unter anderem an einer, welche das Wachstum der dortigen Pflanzen unterstützen soll. Ihr überfürsorglicher Adoptivvater wollte Arkie vor den Gefahren der Außenwelt schützen, wurde jedoch von einem Wissenschaftler entführt! Arkie begibt sich auf die Suche nach ihm.

## Synchronisation
Die deutsche Synchronisation entstand bei der Splendid Synchron GmbH, unter der Dialogregie und nach einem Dialogbuch von Roland Hüve.
| Rolle                    | Originalsprecher | Sprecher             |
| ------------------------ | ---------------- | -------------------- |
| Arkie                    | Jillian Nguyen   | Leyla Trebbien       |
| Blister                  | Rob Collins      | Heiko Obermöller     |
| Bug Eye                  | Liv Hewson       | Janina Sachau        |
| Bunniguru                | Remy Hii         | Markus Haase         |
| Chihoohoo                | Tim Minchin      | René Heinersdorff    |
| Computer                 | Kate Murphy      | Kirstin Hesse        |
| Keeper                   | Anna Torv        | Sarah Liu            |
| Maybee                   | Sam Neill        | Daniel Werner        |
| Rebel King               | Dylan Alcott     | Tobias Brecklinghaus |
| River Bandit / Swamp Dog | Mark Coles Smith | Sebastian Rüger      |
| Treedweller              | Deborah Mailman  | Fabienne Hesse       |

## Produktion
Der Film wurde von Highly Spirited, Passion Pictures Australia, Particular Crowd, Eclectik Vision und Like A Photon Creative produziert.
Premiere war am 26. Oktober 2023. In den deutschen Kinos erschien dieser am 8. Februar 2024.